# Garcinia chapelieri
Garcinia chapelieri là một loài thực vật có hoa trong họ Bứa. Loài này được (Planch. & Triana) H.Perrier mô tả khoa học đầu tiên năm 1948.